# Vjekoslav Heinzel
Vjekoslav Heinzel (Alois), (Zagreb, 27. kolovoza 1871. – Zagreb, 1. ožujka 1934.), bio je hrvatski arhitekt i zagrebački gradonačelnik. Povijesno i civilizacijski gledano, najviše je pridonio da Zagreb dobije sadržajno i estetski velegradske vizure te postane relevantna europska civilizacijska, kulturna i turistička metropola.

## Životopis
Vjekoslav Heinzel rođen je kao Alois Heinzel u zagrebačkoj poduzetničkoj obitelji 1871. godine. Maturirao je u Zagrebu 1889. Visoku tehničku školu polazio je u Grazu, a arhitekturu je diplomirao u Stuttgartu 1893. Licenciran za samostalni rad kao arhitekt 1896. godine, projektirao je brojne zgrade u Zagrebu. 1906. promijenio je ime u Vjekoslav. Godine 1910. postao je gradski vijećnik, a 1912. šef mjesne trgovačke i obrtničke komore. Iste godine prestaje s profesionalnim aktivnostima i putuje po Europi, prije nego što se vratio i organizirao opskrbu hranom Zagreba tijekom 1. svjetskog rata.
Heinzel je također bio rani automobilist, koji je zajedno s Ferdinandom Budickim vozio prvi automobil u Zagrebu i bio jedan od osnivača Hrvatskog automobilskog kluba 1906. Sudjelovao je na mnogim ranim automobilskim utrkama, uključujući pobjedu u prvoj utrci za prvenstvo Kraljevine Hrvatske i Slavonije 1912.
Za vrijeme Kraljevine Srba, Hrvata i Slovenaca, Heinzel je prvi put izabran za gradonačelnika 1920. godine i obnašao je dužnost do kolovoza 1921., kada je gradska uprava privremeno raspuštena. 1922. izabran je za člana Hrvatskog bloka. Godine 1926. i 1927. razišao se sa Strankom prava i Hrvatskom seljačkom strankom, ali je ponovno izabran na sljedećim izborima. Njegova je uprava organizirala izgradnju velikih dijelova današnje Peščenice, Trnja, Trešnjevke, Maksimira i drugih gradskih četvrti. Njegov doprinos obuhvaća izgradnju i proširenje brojnih bolnica, izgradnju tržnice Dolac i rekonstrukciju Laščinske ceste, kasnije Sajmišne, a danas avenije Vjekoslava Heinzela, istaknute avenije sjever-jug u istočnom dijelu grad koji započinje na Trgu Eugena Kvaternika i dijeli Trnje i Peščenicu.
Tijekom Heinzelovog gradonačelničkog mandata, Zagreb je 15. lipnja 1926. dobio svoj prvi odašiljač snage 0,35 kW. Dana 1. travnja iste godine grad je instalirao svoju prvu automatsku razvodnu ploču, kapaciteta 7000 telefonskih pretplatnika.
Heinzelovi napori imali su znatnu cijenu, budući da je grad morao podići zajam od 250 milijuna jugoslavenskih dinara, što je u to vrijeme bilo tema mnogih kritika.
Heinzelova supruga Berta, rođ. Pick (Prag, 1881. – Zagreb, 12. svibnja 1969.) djelovala je u mnogim dobrotvornim i humanitarnim društvima, te dala sagraditi sirotište "Leskovac". Surađivala je u listu Der Morgen (1925.). Ostavština obitelji Heinzel čuva se u Hrvatskom povijesnom muzeju.

## Vanjske poveznice
- Heinzel, Vjekoslav Hrvatska tehnička enciklopedija, portal hrvatske tehničke baštine. LZMK